# Ildo Augusto Dos Santos Lopes Fortes

Ildo Augusto Dos Santos Lopes Fortes (Sal, Cap Verd, 23 de desembre de 1964) és un religiós capverdià, bisbe de Mindelo des de 2011.

## Biografia
El 1975 va emigrar amb els seus pares a les Açores, i el 1980 s'establí a Lisboa. Des de 1983 va estudia als seminaris de Caparide, Almada i Os Olivais, i va rebre el 29 de novembre de 1992 l'ordenació sacerdotal. Fou destinat a diverses parròquies de Lisboa fins que el 2005 fou destinat a Mindelo. El Papa Benet XVI el va nomenar el 25 de gener 2011 bisbe de Mindelo i va assolir el càrrec el 10 d'abril del mateix any.
El Patriarca de Lisboa, cardenal José da Cruz Policarpo, li atorgà l'ordenació episcopal el 3 d'abril d'aquest any; els co-consagrants van ser Arlindo Gomes Furtado, bisbe de Santiago de Cap Verd, i Manuel José Macário do Nascimento Clemente, bisbe de Porto.